# 黒河内岳
黒河内岳（くろごうちだけ）は、赤石山脈（南アルプス）にある山。赤石山脈の主稜線上にある間ノ岳を起点に南へ太平洋近くまで延びる尾根である白峰南嶺上に位置し、山梨県と静岡県にまたがる。北峰（標高2,733 m）と南峰（同2,717.6 m）からなる双耳峰で、三角点は低いほうの南峰に設置されている。
山梨百名山のひとつに選定されている。別名を笹山（ささやま）というが、山頂はハイマツ帯であるためササは生えていない。

## 登山

### ルート
農鳥岳方面または、奈良田越方面からの白峰南嶺縦走時に通過する。また奈良田温泉から直接登るルートもある。

### 周辺の山小屋
- 農鳥小屋
- 大門沢小屋

## 周辺の山
- 農鳥岳
- 広河内岳
- 大籠岳
- 白河内岳
- 白剥山